# Satoru Suzuki
Satoru Suzuki (鈴木 悟 Suzuki Satoru?, nacido el 19 de julio de 1975 en Shizuoka) es un exfutbolista japonés. Jugaba de defensa y su último club fue el Kyoto Purple Sanga de Japón.

## Trayectoria

### Clubes
| Club               | País  | Año         |
| ------------------ | ----- | ----------- |
| Cerezo Osaka       | Japón | 1998 - 2003 |
| Kyoto Purple Sanga | Japón | 2004 - 2006 |